# 안개 아가씨호

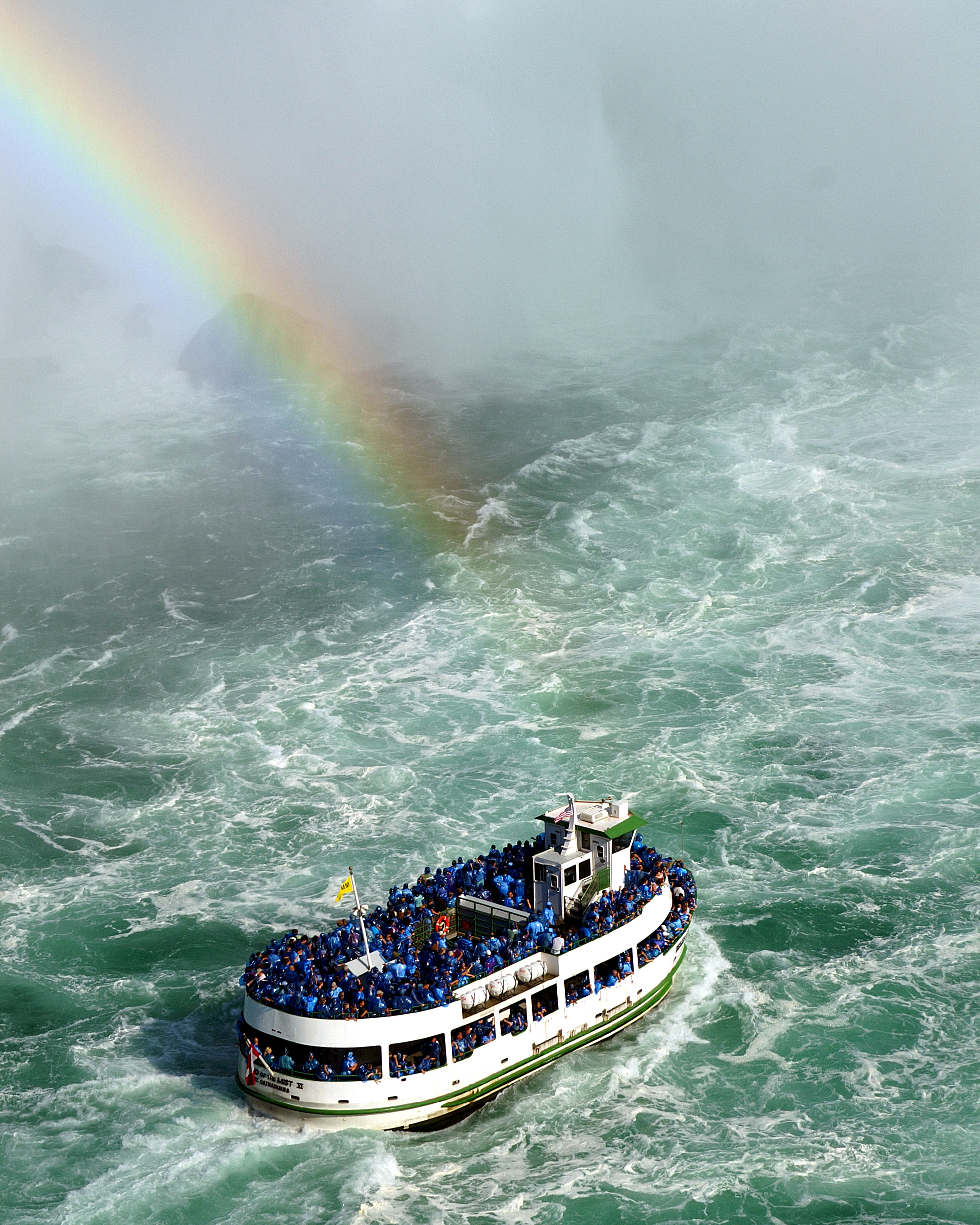
안개 아가씨호

안개 아가씨호(-號)는 나이아가라 폭포를 관광하는 유람선이다. 유람선은 레인보우 브리지 근처 나이아가라 강 흐름이 완만한 곳에서 출발하여, 아메리칸 폭포, 브라이들베일 폭포 옆을지나, 호스슈 폭포의 물안개가 감아 오르는 폭포까지 오간다. 배는 캐나다 측, 미국 측 모두에서 나오고있어 각각의 출발 지점과 같은 위치로 돌아온다.

## 역사
1846년, 안개 아가씨호는 캐나다와 미국을 연결하는 페리 선박으로 운항을 시작하였다. 그러나 1848년, 하류에 월풀 래피드 다리가 생기면서 승객을 잃게 되었고, 1854년에 관광객 전용의 유람선으로 탈바꿈하였다.
재정난과 남북 전쟁으로 1860년에 배는 몬트리올의 회사에 매각되었고, 1893년까지 서비스가 중단되었다. 1893년에 새로운 배 두 척이 건조되어 안개 아가씨호의 증기선 회사 “Maid of the Mist Steamboat Company”의 이름으로 서비스가 다시 시작되었다. 이 배는 강의 하류에서 운항하였으나, 1955년 4월 22일 사고가 일어난 뒤로 현재 형식의 선박으로 대체되었다.